# Dekanat Chorzów Batory
Dekanat Chorzów Batory – jeden z 37 dekanatów katolickich w archidiecezji katowickiej. W jego skład wchodzi 6 parafii miejskich w Chorzowie. Został utworzony na mocy dekretu arcybiskupa Wiktora Skworca, dnia 1 stycznia 2015 r. Nowy dekanat został wyodrębniony z dekanatów Chorzów i Świętochłowice.

## Parafie
| Lp | Parafia                                                         | Data powstania   | Proboszcz              | Adres                                       | Zdjęcia |
| -- | --------------------------------------------------------------- | ---------------- | ---------------------- | ------------------------------------------- | ------- |
| 1  | Chorzów Ducha Świętego                                          | 8 września 1958  | ks. Marcin Ledwoń      | ul. gen. H. Dąbrowskiego 104 41-500 Chorzów |         |
| 2  | Chorzów św. Antoniego z Padwy                                   | lipiec 1957      | ks. Krystian Kukowka   | Kopernika 1 41-500 Chorzów                  |         |
| 3  | Chorzów św. Franciszka z Asyżu                                  | 2 lutego 1942    | o. Jan Bosko Wojas OFM | ul. Franciszkańska 1 41-506 Chorzów         |         |
| 4  | Chorzów – Chorzów Batory Najświętszego Serca Pana Jezusa        | 1 stycznia 1940  | ks. Krzysztof Tomalik  | ul. Długa 32 41-506 Chorzów Batory          |         |
| 5  | Chorzów – Chorzów Batory Jezusa Chrystusa Dobrego Pasterza      | 7 listopada 1983 | ks. Sebastian Bureza   | ul. Skrajna 2a, 41-506 Chorzów              |         |
| 6  | Chorzów – Chorzów Batory Wniebowzięcia Najświętszej Maryi Panny | 1908             | ks. Piotr Berger       | ul. Farna 3 41-506 Chorzów                  |         |